# Liste der Städte, Dörfer und Weiler in der Provinz Friesland
Dies ist eine nicht vollständige Liste der Städte, Dörfer und Weiler in der Provinz Friesland der Niederlande.

## A–M
Liste der Städte, Dörfer und Weiler in der Provinz Friesland (A–M)

## N–Z
Liste der Städte, Dörfer und Weiler in der Provinz Friesland (N–Z)

## Quelle
- GEOnet Names Server (GNS)